# 부산광역시의 시내버스 노선 목록
부산광역시의 시내버스 노선 목록 페이지에서는 부산광역시에서 운행 중인 시내버스 노선들을 노선의 종류에 따라 분류하여 간략한 정보들을 정리하고 있다.

## 도시형버스
| 노선 번호 | 운행 업체         | 운행구간                        | 운행구간 | 운행구간                      | 경유지 | 배차 간격 (분)                       | 비고                                                                           |
| --------- | ----------------- | ------------------------------- | -------- | ----------------------------- | --- | ------------------------------------ | ------------------------------------------------------------------------------ |
| 2         | 동원여객          | 다대포                          | ↔        | 부산역                        | 다대포해수욕장, 다대초등학교, 장림시장, 신평역, 가락타운, 동아대학교, 하단교차로, 사하구청, 괴정시장, 대티역, 대티고개, 동신초등학교, 서여고, 영주동, 부산역 | 5~9                                  | 수소전기버스 운행                                                              |
| 3         | 동진여객          | 다대포                          | ↔        | 신호지구단지                  | 다대포해수욕장, 장림우체국, 신평배고개, 하단역, 경일고등학교, 명지신도시, 행복마을, 명지오션시티, 녹산동신호민원센터 | 20~25                                | 2017년 4월 22일 신설                                                           |
| 5-1       | 삼성여객          | 회동동                          | ↔        | 충무동                        | 회동본동, 석대산단, 반여농산물도매시장, 반여농산물시장역, 중리, 장산초등학교, 반산초등학교, 재송중학교, 센텀고등학교, 센텀시티역.벡스코, 수영교차로, 망미역, 배산역, 연제구청, 양정역, 부전역, 범내골, 범일역, 항만소방서, 중앙부두, 부산항국제여객터미널, 세관앞, 부산데파트, 남포동비프광장, 자갈치시장, 연안여객부두, 세관앞 | 11~17                                | 수소전기버스 운행                                                              |
| 6         | 남부여객          | 영도산복도로                    | ↔        | 괴정시장                      | 덕수탕, 신선동주민센터, 부산보건고, 영선동, 영도대교, 남포동(하행)/신동아시장 → 자갈치시장(상행), 충무동교차로, 남부민동, 암남동주민센터, 고신의료원, 감천사거리, 삼성여고, 뉴코아아울렛(하행)/괴정사거리(상행), 괴정시장 | 5~10                                 | 전기버스 운행                                                                  |
| 7         | 남부여객          | 고신대학교                      | ↔        | 수산가공선진화단지            | 고신대학교, 동삼중학교, 체육고등학교, 75광장, 영선아파트, 영선동, 영도대교, 남포동(하행)/자갈치시장(상행), 충무동, 남부민곡각지, 부산관광고등학교, 송도해수욕장, 암남공원, 모지포마을, 부산국제수산물도매시장 | 12~17                                | 전기버스 운행                                                                  |
| 8         | 신한여객          | 태종대                          | ↔        | 서부터미널                    | 하리, 해양대입구, 동삼동국민은행, 영도구청, 청학동, 한진중공업, 해동병원, 영도대교, 남포동, 서구청, 보수초등학교, 동아대병원입구, 구덕고등학교, 세원교차로, 새벽시장, 괘법동KEB하나은행, 사상역 | 6~8                                  | 초저상버스, 전기버스 운행                                                      |
| 9         | 남부여객          | 영도중복도로                    | ↔        | 수산가공단지                  | 신선동주민센터, 영선동, 영도대교, 남포동(하행)/자갈치시장(상행), 남부민동(송도윗길), 송도해수욕장, 암남공원, 모지포마을, 감천1.2.3부두, 수산가공선진화단지 , 한일냉장, 감천 동편부두 | 25~40                                | 전차량 전기버스 운행                                                           |
| 10        | 국제여객          | 연제공용차고지                  | ↔        | 감만현대아파트사거리          | 사직중학교, 사직종합사회복지관, 사직야구장, 화신A, 교대역, 거제리, 부전역, 서면역, 범내골, 문현교차로, 문현삼거리, 대연SK뷰아파트, 대연정보고, 대연초등학교, 대연동제일은행, 경성대학교입구 | 7~9                                  | 초저상버스, 전기버스 운행                                                      |
| 11        | 동진여객          | 다대포                          | ↔        | 영선동(윗교차로)              | 다대포해수욕장, 다대현대아파트, 영남중학교, 장림시장, 신평역, 하단역, 사하구청(당리역), 괴정시장, 서대신교차로, 보수동, 남포동(하행)/자갈치시장(상행), 부산대교(하행)/영도대교(상행) | 4~7                                  | 수소전기버스 운행                                                              |
| 15        | 삼진여객          | 금곡동                          | ↔        | 충무동                        | 금곡주공아파트, 율리역, 수정역, 덕천교차로, 구포시장, 구포역, 모라역, 덕포시장, 서부터미널, 새벽시장, 학장동축산물도매시장, 구덕터널, 구덕운동장(동아대학교병원), 동아대부민캠퍼스 | 3~6                                  | 전기버스 운행                                                                  |
| 16        | 용화여객          | 엄궁                            | ↔        | 구덕운동장                    | 엄궁코오롱아파트, 엄궁롯데캐슬, 엄궁동주민센터, 동아대입구, 하단교차로, 사하구청, KT사하지사, 괴정사거리(하행)/뉴코아 아울렛(상행), 삼성여고, 감천사거리, 송도입구, 남부민곡각지, 서구청(자갈치역), 부산대학병원 | 4~6                                  |                                                                                |
| 17        | 신한여객          | 태종대                          | ↔        | 국제백양아파트                | 해양대입구, 국립해양박물관, 아르떼뮤지엄, HJ중공업, 영도우체국, 영도대교, 중앙역, 부산역, 범내골, 서면역(롯데백화점, 롯데호텔), 당감동, 당감주공3단지상가, 백양터널입구 | 11~19                                | 전기버스 운행                                                                  |
| 20        | 시민여객          | 백운                            | ↔        | 서면역                        | 이기대입구, 부경대대연캠퍼스, 경성대·부경대역, 남천역(대남교차로), 광안역, 망미역, 배산역, 연제구청, 양정역, 부전역, 전포초등학교 → 부전도서관(하행)/부전시장(상행) | 5~8                                  | 초저상버스, 전기버스 운행                                                      |
| 22        | 시민여객          | 용호동                          | ↔        | 성북고개                      | 백운포고개, 이기대입구, 부경대대연캠퍼스, 경성대학교, 못골시장, 문현교차로, 부산진시장, 부산진역, 초량, 부산고교(부산역), 초량6동, 금성고(성북고개방면만경유), 성북고개, 좌천동놈심가슈퍼(용호동방면만경유) | 9~12                                 | 전기버스 운행                                                                  |
| 23        | 신성여객          | 감만동                          | ↔        | 부산진우체국(가야1치안센터)   | 우암초등학교, 7부두, 문현교차로, 중앙시장, 범내골(하행)/서면시장 → 서면복개로(상행), 롯데호텔·백화점(서면역), 진양교차로, 당감초등학교, 당감주공아파트 | 3~5                                  |                                                                                |
| 24        | 시민여객          | 용호동                          | ↔        | 서면역                        | 이기대입구, 부경대대연캠퍼스, 경성대·부경대역, 못골역(남구청), 지게골역, 문현교차로, 국제금융센터·부산은행역, 지오플레이스 → 교보생명(하행)/NC서면점 → 전포4거리 → 경남공고(상행) | 4~7                                  | 초저상버스, 전기버스 운행                                                      |
| 26        | 신성여객          | 감만동                          | ↔        | 송도혜성아파트                | 우암초등학교, 7부두, 문현교차로, 부산진역, 부산역, 중앙역, 남포동, 충무동, 남부민동, 송도해수욕장 | 6~10                                 | 초저상버스 운행                                                                |
| 27        | 시민여객          | 용호동                          | ↔        | 충무동해안시장                | 오륙도SK뷰아파트, 백운포고개, 이기대입구, 부경대대연캠퍼스, 경성대·부경대역, 못골시장, 못골역(남구청), 지게골역, 부산진시장, 부산진역, 부산역, 중앙역, 남포동 | 4~8                                  | 초저상버스, 전기버스 운행                                                      |
| 29        | 세진여객          | 금정공영차고지                  | ↔        | 안창마을                      | 부산종합터미널(노포역), 남산고등학교, 구서동, 장전동, 부산대학교, 서동고개, 명장동, 안락초등학교, 동래시장, 교대역, 연산교차로·연산역 (부산), 부산시청, 부전역(하행), 서면역(하행)/부전도서관(상행), 부산범천교회(보림극장), 삼화약국 | 6~9                                  |                                                                                |
| 30        | 신한여객          | 태종대                          | ↔        | 수산가공단지                  | 하리, 해양대입구, 동삼동, 영도구청, 청학동, 한진중공업, 해동병원, 영도대교, 남포동(하행)/자갈치시장(상행), 충무동교차로, 남부민동, 송도해수욕장 | 6~8                                  | 전기버스 운행                                                                  |
| 31        | 세익여객 일광여객 | 송정                            | ↔        | 모라주공아파트                | 도시철도 해운대역, 동백역, 벡스코, 안락뜨란채아파트, 안락동, 동래역, 교대앞역, 동해선 거제해맞이역, 부전시장, 롯데호텔·백화점·서면역, 냉정고개, 럭키아파트, 서부터미널, 덕포초등학교 | 5~6                                  | 전기버스 운행                                                                  |
| 33        | 한창여객          | 연제공용차고지                  | ↔        | 구만덕                        | 부산진고교, 부산시민공원, 하마정, 부전시장, 서면역롯데호텔.백화점, 부암역, 가야시장, 동의대학교, 개금3거리, 럭키아파트, 사상터미널(사상역), 덕포시장, 모라역, 구포역, 구포시장, 덕천역, 숙등역, 남산정역, 만덕주공아파트(하행)/만덕초등학교(상행) | 4~5                                  | 초저상버스, 전기버스 운행                                                      |
| 33-1      | 한창여객          | 연제공용차고지                  | ↔        | 신라대학교                    | 창신초등학교(종합운동장역 - 사직역, 미남역·반도스카이뷰, 제1만덕터널, 만덕1동행정복지센터, 상학초등학교 [A], 금정산뉴웰시티·e편한세상금정산아파트, 만덕1동행정복지센터 - (→만덕초등학교→/← 만덕중학교 ←) - 남산정역, 덕천역, 덕천교차로, 구명역, 구남역, 동원아파트, 부산항공고등학교 | 9 (출퇴근) 11 (평) 12 (토) 14 (공휴) | 초저상버스, 전기버스 운행                                                      |
| 36        | 일광여객          | 청강리공영차고지                | ↔        | 거제역                        | 대변입구, 기장읍사무소, 한신아파트, 기장도서관, 대진여객, 반송본동, 다래농원, 무정리길, 안락동, 동래봉생병원, 연산1치안센터, 연산역 | 13~15                                |                                                                                |
| 37        | 삼신교통          | 금정공영차고지                  | ↔        | 월내리 고원3차아파트          | 부산종합터미널(노포역환승센터), 금정체육공원입구, 영천초등학교, 창기, 월평삼거리, 부산추모공원, 정관신도시, 정관신도시롯데캐슬 1,2차·신정중학교 (부산), 정관읍행정복지센터•기장소방서, 서편마을, 예림마을, 원지력의학원, 좌천삼거리, 임랑삼거리, 관음사입구, 월내시장, 월내초등학교 | 20~25                                | 전기버스 운행                                                                  |
| 38        | 부일여객          | 청강리공영차고지                | ↔        | 중앙공원·민주공원             | 송정해수욕장입구, 동해선 신해운대역, 스펀지, 도시철도 해운대역, 부산MBC, 광안리해수욕장, 대남교차로, 동부변전소, 경동메르빌, 남부경찰서, 청구아파트, 삼익아파트, 신원아파트, 대우아파트, 장백아파트, 황령산터널, 범내골, 수정3거리, 수정2동, 초량6동, 영주삼거리 | 18~28                                |                                                                                |
| 39        | 부산여객          | 기장(교리)                      | ↔        | 남구국민체육센터              | 기장시장, 기장2주공, 내리초등학교, 송정해수욕장입구, 해운대신시가지, 도시철도 해운대역, 센텀시티역. 벡스코, 수영교차로, 광안시장, 경성대·부경대역, 부경대대연캠퍼스, 이기대입구, 백운포고개, 백운포 해군작전사령부 | 11~15                                | 전차량 전기버스 운헹                                                           |
| 40        | 부일여객          | 청강리공영차고지                | ↔        | 구덕운동장(대신중학교)        | 송정해수욕장입구, 해운대관광고등학교, 센텀시티역·벡스코, 수영교차로, 광안역, 경성대·부경대역, 경성대학교, 못골시장, 지게골역, 부산진시장, 부산진역, 부산역, 보수동책방골목 | 7~10                                 | 초저상버스, 전기버스 운행                                                      |
| 41        | 용화여객          | 민락동                          | ↔        | 충무동                        | 광안리해수욕장, 수영구청, 경성대·부경대역, 경성대학교, 남구청(못골역), 지게골역, 부산진역, 부산역, 중앙역 | 5~8                                  | 전차량 전기버스 운행                                                           |
| 42        | 삼화PTS           | 회동동                          | ↔        | 부산항국제여객터미널          | 금사시장, 명장동, 안락동, 연산토곡, 망미주공아파트, 수영구보건소, 광안리해수욕장, 수영구청, 경성대·부경대역, 경성대학교, 남구청, 지게골역, 문현교차로 | 9~20                                 | 수소전기버스 운행                                                              |
| 43        | 삼성여객          | 회동동                          | ↔        | 중앙공원·민주공원             | 회동본동, 석대산단, 반여농산물도매시장, 반여농산물시장역, 중리, 장산초등학교, 안락동, 동래역, 교대역, 거제리, 부전역, 서면역, 범내골(하행)/지오플레이스(상행), 부산진시장, 부산진역, 부산역, 코모도호텔, 영주삼거리 | 6~10                                 | 초저상버스, 수소전기버스 운행                                                  |
| 44        | 일신여객          | 반여3동                         | ↔        | 당감4동                       | 반여2동, 안락동, 대동병원(동래역), 미남역, 사직야구장, 법원검찰청, 거제역, 동해선 거제해맞이역, 국립부산국악원, 어린이대공원, LG청소년과학관, 당감초등학교 | 6~9                                  | 초저상버스, 전기버스 운행                                                      |
| 46        | 태진여객          | 구포3동                         | ↔        | 동래중학교                    | 부산과학기술대학, 구포유림노르웨이숲, 구명역, 구포초등학교, 구포시장(하행)/구포대진아파트(상행), 덕천역, 학생문화회관, 숙등역, 남산정역, 만덕교차로, 병풍사입구, 제1만덕터널, 화신아파트, 동래역 | 10~15                                | 초저상버스 운행                                                                |
| 49        | 삼신교통          | 금정공영차고지                  | ↔        | 광안리해수욕장                | 부산종합터미널(노포역), 남산동새벽시장, 구서롯데캐슬, 장전동(하행)/장전역(상행), 부산대학교, 부산대역(하행), 온천장역, 동래시장, 연산토곡, 망미주공아파트, 수영교차로 | 7~8                                  | 전기버스 운행                                                                  |
| 50        | 삼신교통          | 봉우아파트 (양산 덕계동)        | ↔        | 법원검찰청                    | 태원아파트, 새진흥7차입구, 평산교차로, 신명마을, 덕계동, 월평교차로, 금정체육공원, 부산종합터미널(노포역), 범어사역, 침례병원, 금정구청, 금정세무서, 온천장역, 동래역·대동병원, 미남역, 쌍용예가입구, 사직운동장 | 15~16                                | 전차량 전기버스 운행                                                           |
| 51        | 화신여객          | 금정공영차고지                  | ↔        | 동천초등학교 (감만2동)        | 부산종합터미널(노포역), 부산외국어대학교, 장전동(하행)/장전역(상행), 부산대학교, 온천장, 교대앞역, 목화예식장(연산역), 연산시장(물만골역), 배산역, 망미역, 수영교차로, 광안시장(광안역), 금련산청소년수련원, 경성대학교, 대연동부산은행 | 5~8                                  | 초저상버스 운행                                                                |
| 52        | 일신여객          | 반여3동                         | ↔        | 수정4동                       | 반여2동, 안락동, 동래역 (도시철도), 교대역, 법원검찰청, 거제역, 부전역 → 서면역 → 범내골역(하행)/지오플레이스(상행), 범일역, 부산진역, 부산고교, 초량6동 | 7~10                                 | 전기버스 운행                                                                  |
| 54        | 삼성여객          | 연산9동(삼성여객)               | ↔        | 전포동 동성고교               | 수영강변e편한세상, 고려제강, 원정빌라, 수영교차로, 망미주공아파트, 경상대학, 연산역, 거제역, 법원검찰청, 사직운동장, 초읍, 어린이대공원, 삼광사입구, 부암교차로, 부산진구청, 전포동<회차시 서면역 경유> | 10~13                                | 초저상버스 운행                                                                |
| 55        | 태영버스          | 강서공영차고지                  | ↔        | 하단역                        | 용원, (주)태광, 경제자유구역청, 농심, 명동, 지사과학단지, 세산삼거리, 생곡마을, 성산, 경일고등학교, 을숙도 | 40                                   | 초저상버스, 전기버스 운행                                                      |
| 57        | 학성여객          | 사직동                          | ↔        | 부산진시장                    | 삼정그린아파트, 사직야구장, 미남역·반도스카이뷰, 동래시장, 연동시장, 연산토곡, 망미주공아파트, 망미역, 배산역, 연제구청, 양정역, 부전역 → 서면역 → 범내골(하행)/지오플레이스(상행), 중앙시장 | 4~6                                  | 초저상버스, 전기버스 운행                                                      |
| 58        | 태영버스          | 강서공영차고지                  | ↔        | 장림동원로얄듀크              | 용원, 녹산하수처리장, 부산지방중소벤처기업청, 성고개, 강림CSP, 화연공원, 조달청비축기지, 화전산업단지, 녹산, 녹산중학교, 성산, 순아동, 강서경찰서, 사취등, 경일고등학교, 명지시장, 명지새동네, 을숙도휴게소, 하단역, 신평역 | 50                                   |                                                                                |
| 58-1      | 영신여객          | 강서공영차고지                  | ↔        | 하단역                        | 삼성전기후문, 화물터미널, 용원고등학교, 해인로즈빌아파트, 용원사거리, 경제자유구역청, 부울지방중소기업청, 신호주거단지, 명지오션시티, 명지새동네, 을숙도 | 30                                   |                                                                                |
| 58-2      | 태영버스          | 강서공영차고지                  | ↔        | 사하구청                      | 태광금속, 삼성전기, DSR, 송정다리, 영도산업, 경제자유구역청, 부산지방벤처기업청, 신호하수처리장, 신호부영아파트, 명지새동네, 을숙도휴게소, 하단역 | 12~13                                | 전기버스 운행                                                                  |
| 59        | 삼진여객          | 금곡역                          | ↔        | 남포동                        | 대천리중학교, 벽산아파트, 북구보건소, 와석, 수정역, 덕천교차로, 구포역, 모라역, 덕포시장, 서부터미널, 새벽시장, 학장입구, 사상전화국, 럭키아파트주례역, 개금3거리, 가야시장, 범천4동CBS방송국, 범천2동주민센터, 경남아파트, 보림극장.범일동, 좌천동, 부산진역,고관입구, 초량역, 부산역 | 13~20                                | 초저상버스, 전기버스 운행                                                      |
| 61        | 대도운수          | 학장동(학장교차로)              | ↔        | 까치고                        | 서부터미널, 감전역, 주례역, 개금역, 가야역, 범천2동주민센터, 범곡교차로, 부산진역, 부산역, 중앙역, 무동교차로, 남부민2동주민센터, 감천사거리, 감천2동, 감천문화마을.부산교육역사관, 까치새길입구 | 16~20                                | 초저상버스, 수소전기버스 운행                                                  |
| 62        | 오성여객          | 민락동                          | ↔        | 신라대학교                    | 광안리해수욕장, 광안역, 수영역, 망미역, 배산역, 연제구청, 양정역, 부전역, 롯데호텔.백화점(서면역), 럭키아파트(주례역), 서부터미널, 덕포시장 | 7~10                                 | 초저상버스, 전기버스 운행                                                      |
| 63        | 일광여객          | 청강리공영차고지                | ↔        | 부산진구청                    | 송정해수욕장입구, 해운대신시가지, 도시철도 해운대역, 센텀시티역, 벡스코, 수영교차로, 망미역, 배산역, 연제구청, 양정역, 하마정(양정현대아파트), 화인아파트, 부산시민공원, 초읍초등학교, 어린이대공원, 삼광사입구, 성곡시장, 부암교차로, 부산진구청후문 | 7~10                                 | 초저상버스 운행                                                                |
| 67        | 동남여객          | 개금아파트                      | ↔        | 남태평양호텔 (엄궁아파트단지) | 부산백병원, 가야공원, 동의대역, 서면역, 혜화사관학교, 보림극장, 부산진역, 부산역, 영주동, 부산터널, 서여고, 구덕운동장(동아대학교병원), 구덕터널, 세원교차로, 학장동, 엄궁코오롱아파트 | 4~6                                  | 전기버스 운행                                                                  |
| 68        | 창성여객          | 용당동                          | ↔        | 하단역                        | 부경대용당캠퍼스, 동명대학교후문, 남광시장, 7부두, 서면복개로(하행)/범내골역(상행), 서면역(롯데호텔.백화점), 부암역, 개금삼거리, 럭키아파트(주례역), 학장교차로, 엄궁럭키아파트, 동아대입구 | 5~7                                  | 초저상버스, 전기버스 운행                                                      |
| 70        | 남부여객          | 창힉동                          | ↔        | 중앙공원 민주공원입구         | 고신대학교, 동삼중학교, 에일린의뜰2단지, 부산남고, 75광장, 함지골수련원, 백련사, 부산보건고, 영선교차로, 부산대교, 연안여객부두, 남포동, 부산대학교병원, 구덕운동장, 동대신2동, 혜광고교 | 13~14                                |                                                                                |
| 71        | 남부여객          | 청학동                          | ↔        | 수산가공선진화단지            | 고신대학교, 75광장, 영선동, 영도대교, 남포동(하행)/자갈치시장(상행), 충무동, 공동어시장, 송도해수욕장, 암남공원, 모지포마을, 부산국제수산물도매시장 | 11~15                                | 전기버스 운행                                                                  |
| 73        | 세진여객          | 세진여객 정관영업소             | ↔        | 반송                          | 정관신도시, 한국폴리텍동부산캠퍼스, 소산, 웅천, 석길, 백길, 철마면사무소, 보림, 마지회관, 이곡, 마지회관, 보림, 점현, 구칠, 상신리, 갈치고개, 안평·고촌·4호선 안평역, 고촌휴먼시아 | 60                                   | 오전3회 롯데백화점동래점 경유                                                  |
| 77        | 대도운수          | 학장동(학장교차로)              | ↔        | 부산대학교(장전역)            | 새벽시장, 감전시장(하행)/부산서부터미널(상행), 북부산세무서, 사상전화국, 경남정보대, 개금역, 동의대입구, 부암역, 거제리, 범원검찰청, 교대역, 동래역, 온천시장 | 7~9                                  | 전차량 수소전기버스 운행                                                       |
| 80        | 삼신교통 세진여객 | 금정공영차고지                  | ↔        | 부산진시장                    | 부산종합터미널(노포역), 어린이놀이터, 외국어대학교, 선경3차아파트, 구서시장, 장전동(하행)/장전역(상행), 부산대학교, 식물원입구, 온천장, 미남역, 사직운동장, 동해선 거제해맞이역, 부전역, 서면(하행)/부전도서관(상행), 중앙시장 | 5~7                                  | 초저상버스, 전기버스 운행                                                      |
| 81        | 동원여객          | 연제공용차고지                  | ↔        | 서대신금호아파트              | 어린이대공원, 부암교차로, 부산진구청, 부전시장입구, 서면역, 범내골,중앙시장, 부산진시장, 부산진역, 부산역, 중앙동, 국제시장, 보수동책방골목, 동아대부민캠퍼스, 구덕운동장 | 4~6                                  | 초저상버스, 전기버스 운행                                                      |
| 82        | 유한여객          | 청학2동 고개                    | ↔        | 전포화신아파트                | 청학고개, 봉래동, 외나무약국, 신선중학교, 남항시장, 영선119안전센터, 영도우체국, 영도대교), 중앙동(영주동), 부산역, 초량역, 부산진역, 부산진시장, 중앙시장(상공회의소.범내골역.지오플레이스), 문전시장, 부산마케팅고등학교, 전포고개, 전포삼거리, 전포아파트, 파티마의원 | 5~8                                  | 초저상버스, 전기버스 운행                                                      |
| 83        | 용화여객          | 민락동                          | ↔        | 부전시장                      | 민락동골목시장, 광안리해수욕장, 수영중학교, 대남교차로, 경성대학교, 못골시장(못골역), 남구청, 문현교차로, 자성대(하행)/(구)영남예식장(상행), 서면, 부전시장입구(하행), 부전역,부산진등기소 | 5~8                                  | 전기버스 운행                                                                  |
| 83-1      | 용화여객 학성여객 | 민락동                          | ↔        | 사직동                        | 민락수변공원, 민락동골목시장, 광안리해수욕장, 수영중학교, 대남교차로, 경성대학교, 못골시장(못골역), 남구청, 문현교차로, 자유시장, 서면, 부암교차로, 부산진고교, 시민도서관, 사직역, 미남역 | 14~17                                | 전기버스 운행                                                                  |
| 85        | 유한여객          | 청학고개                        | ↔        | 전포역                        | 신선동주민센터, 영선위로터리, 남항시장, 영도대교, 영주동, 부산역, 부산진역, CBS방송국, 부암역, 롯데백화점(서면역), NC서면점 | 7~10                                 | 전차량 전기버스 운행                                                           |
| 86        | 삼성여객          | 연산9동(삼성여객)               | ↔        | 충무동(해안시장)              | 토곡한양아파트, 연동시장, 연산교차로, 부산시청, 부전역, 서면, 성북고개, 수정삼거리, 금수사, 메리놀병원, 남포동 | 7~11                                 |                                                                                |
| 87        | 삼성여객          | 망미주공아파트                  | ↔        | 까치고개(아미2동)             | 태광아파트, 연동시장, 연산교차로, 부산시청, 송공삼거리, 부전역, 롯데백화점(서면역), 부암역, 범천동, 안창마을입구, 좌천동, 수정삼거리, 수정5동, 수정초등학교, 수정시장, 초량역, 부산역,영주동, 중앙역,남포동(연안여객부두.롯데백화점광복점), 자갈치역, 토성역, 부산대학교병원,아동보호종합센터, 까치새길입구, 아미동교회(아미동시영아파트) | 4~9                                  |                                                                                |
| 88        | 신한여객          | 태종대                          | ↔        | 은하수공원                    | 하리, 한국해양대학교, 동삼동, 영도구청, 청학동, 한진중공업, 해동병원, 영도대교, 중앙역, 부산역, 부산진역, 범내골(하행) → 서면역(하행)/← 상공회의소(상행),부전시장입구, 부산진구청, 당감시장, 태우선파크 APT, 당감백산아파트, 선암사입구(동원초등학교), 당감주공아파트 당감 레미안 상가 | 18~24                                |                                                                                |
| 88-1      | 유한여객          | 동삼그린힐아파트                | ↔        | 부산역                        | 나상가, 관리사무소, 영도구청, 청학주유소, 청학동, SK부산저유소, 한진중공업, 홈플러스, 미광마린타워, 부산대교, 연안여객부두, 중앙동, 부산역 | 7~8                                  | B노선은 앞면에 홈플러스경유라는 문구가 표시되어 있음.(A노선과 B노선 통합 운행) |
| 90        | 삼신교통          | 부산종합터미널 (노포역환승센터) | →        | 범어사매표소                  | 노포삼거리 → 범어사입구 → 경동아파트 → 지장암 → 범어사매표소 → 범어사주차장 → 상마마을 → 하마마을 → 어린이놀이터 → 범어사입구 → 노포삼거리 → (노포동부산종합터미널(노포역) → 금정체육공원입구 → 스포원파크 → 금정체육공원 → 금정체육공원입구 →) | 15(평일) 7~8(토) 5(휴일)             | 수~일 일부 상행 스포원파크 경유 (공휴일 제외)                                  |
| 96        | 동진여객          | 다대포                          | ↔        | 송도혜성아파트                | 다대포해수욕장, 다대현대아파트, 장림동, 대동중고등학교, 구평초등학교, 구평화신아파트, 구평고개, 감천삼거리(뉴코아아울렛), 괴정시장(괴정역),괴정초등학교 (대티역.괴정2치안센터), 대티고개,부산위생병원, 서구청, 충무동교차로, 남부민동, 송도해수욕장 | 6~8                                  | 초저상버스, 수소전기버스 운행                                                  |
| 96-1      | 동원여객          | 다대포                          | ↔        | 서구청환승센터 (충무동)       | 몰운대롯데캐슬아파트, 다대포해수욕장, 다대현대아파트, 낫개역, (두송대선터널), 구평동, 감천삼거리, 고신대병원, 송도입구, 공동어시장, 충무동교차로(자갈치역), | 30~40                                |                                                                                |
| 99        | 삼화PTS           | 회동동                          | ↔        | 부산진시장                    | 금사시장, 세웅종합병원(하행)/부산은행(상행), 명장정수사업소, 충렬사.서원시장, 연산교차로, 부산시청(시청역, 양정, 부전역, 서면역, 범내골<회차시 상공회의소, 부전도서관, 전포초등학교 경유> | 3~8                                  | 초저상버스, 수소전기버스 운행                                                  |
| 100       | 해동여객          | 청강리공영차고지                | ↔        | 장전역                        | 롯데몰, 한라아파트, 영남아파트, 대우아파트, 현대아파트, 해운대보건소, 동백중학교, 도시철도 해운대역, 동백역, 동래전화국, 온천장 | 6~10                                 | 초저상버스 운행                                                                |
| 100-1     | 해동여객          | 송정해수욕장입                  | ↔        | 부산대학교(장전역)            | 동아파트, 신해운대역, 도시철도 해운대역, 벡스코, 과정교, 연산교차로, 동래역, 온천장 | 17~19                                | 초저상버스, 전기버스 운행                                                      |
| 101       | 신한여객          | 태종대                          | ↔        | 감만현대아파트사거리          | 하리, 동삼동, 영도구청, 청학동, 한진중공업, 해동병원, 부산대교, 연안여객부두, 부산역, 부산진역, 부산진시장, 문현교차로, 대연SK뷰아파트 | 6~9                                  | 전기버스 운행                                                                  |
| 103       | 동원여객          | 연제공용차고지                  | ↔        | 장림                          | 부산진고교, 부전시장입구, 서면, 범내골, 부산진역, 초량역, 부산고교, 부산역, 중앙역, 남포동, 부평시장, 서대신역, 대티역, 괴정시장, 신평배고개, 신평시장, 장림현대아파트 | 10~15                                | 전기버스 운행                                                                  |
| 105       | 학성여객          | 사직동                          | ↔        | 정관박물관                    | 법원검찰청, 거제역, 연산교차로, 충렬사역, 회동금사산단, 정관신도시(달산초등학교, 달음교, 서희스타힐스, 덕산마을) | 15                                   | 2017년 12월 30일 신설                                                          |
| 106       | 세진여객          | 세진여객 정관영업소             | ↔        | 서면(네오스포)                | 정관박물관, 신동아파밀리에후문, 평전마을, 모전초등학교, LH4단지, 한국폴리텍동부산캠퍼스, 반여농산물도매시장, 금사입구(상행)/서동역(하행), 충렬사역·서원시장, 연산교차로, 부산시청, 부전역(하행), 부전시장 | 9~12                                 | 구 99-1번 도시형버스 구 1010번 급행버스 전차량 전기버스 운행                   |
| 107       | 세진여객          | 세진여객 정관영업소             | ↔        | 올림픽교차로환승센터          | 정관읍행정복지센터·기장소방서, 달산, 모전초등학교, 곰내터널, 철마면행정복지센터, 개좌터널, 반여농산물시장역, 반여동, 동해선 재송역, 해운대경찰서, 센텀센시빌, 센텀시티역·벡스코(하행), 벡스코시립미술관(상행) | 13~16                                | 구 1007번 급행버스 전차량 전기버스 운행                                        |
| 108       | 오성여객          | 민락동                          | ↔        | 엄궁아파트단지                | 민락동골목시장, 수영중학교, 경성대·부경대역, 못골시장, 대연고개, 지게골역, 서면, 냉정고개, 사상전화국, 학장중학교 | 7~10                                 | 전기버스 운행                                                                  |
| 109       | 금진여객 태영버스 | 강서공영차고지                  | ↔        | 덕천역                        | 르노삼성자동차, 명지환승센터, 금강펜테리움1차, 협성휴포레, 경일고교, 서부산유통지구역, 김해국제공항, 덕두역, 강서구청역, 구포역 | 36~40                                | 2025년 7월 2일 신설                                                            |
| 110       | 대도운수          | 학장동(학장교차로)              | ↔        | 부산대학교                    | 새벽시장, 제일약국, 럭키슈퍼, 사상초교, 덕포시장, 구포역, 만덕2동주민센터, 광혜병원, 온천초등학교, 온천장, 금정초등학교, 부산대정문, 장전역 | 12~15                                | 초저상버스, 수소전기버스 운행                                                  |
| 110-1     | 대도운수          | 벽산아파트                      | ↔        | 부산대학교                    | 진성아파트, 가야공원입구, 가야여중, 부암역, 송공삼거리, 낙민역동래고등학교, 명륜초등학교, 온천장, 금정초등학교 | 4~5                                  | 전기버스 운행                                                                  |
| 111       | 삼진여객          | 금곡동                          | ↔        | 부산진시장                    | 유림아파트, 금곡중학교, 금곡동주민센터 (율리역), 벽산아파트, 북구보건소, 수정역, 덕천역, 숙등역,신만덕, 만덕교차로, 사직1동주민센터, 사직야구장(사직사거리.사직운동장), 거제1,2동,경남아파트(거제역), 부전역(부전시장.전포초등학교.부전도서관), 서면역(서면.서면1번가.지오플레이스), 범내골역, 중앙시장 | 4~6                                  | 전기버스 운행                                                                  |
| 111-1     | 국제여객          | 연제공용차고지                  | ↔        | 금곡동                        | 연제공용버스차고지 초음고개 개인택시조합 부산의료원, 삼정그린아파트, 창신초등학교(종합운동장역) 사직운동장, 사직야구장, 사직사거리, 사직1치안센터, 미남역(반도스카뷰), 광혜병원[동래역] (도시철도)]], 명륜역,온천장역 소정천 금정초등학교 부산대학정문,장전1치안센터, 장전초등학교, 장전역(하행)/장전동(상행), 산성터널입구, 화점초등학교 와석교차로 화신중학교 북구보건소 인도네시아센터 벽산아파트 율리역 금곡주민센터 금곡주공5단지 금곡주공4단지후문 금곡주공4단지 금곡주공9단지 금곡주공7단지 금곡종합복지관 금곡중학교 유림아파트 금곡화목아파트 금곡주공3단지 금곡주공1단지 | 5-7                                  | 초저상버스, 전기버스 운행                                                      |
| 113       | 신한여객          | 영도중리                        | ↔        | 동매역                        | 조양아파트(하행)/부산체육고등학교(부산남고등학교(상행), 동삼동국민은행, 영도구청, 해동병원, 영도대교, 남포동(하행)/자갈치시장(상행), 부평시장, 서대시장, 대티고개, 대티역, 괴정시장, 당리중학교(사하중학교.부산서여자중학교), 하단교차로, 신평역, 배고개(하행)/신평시장(상행) | 5~7                                  | 전기버스 운행                                                                  |
| 115       | 삼성여객          | 연산9동(삼성여객)               | ↔        | 왕자맨션                      | 성지기업, 수영성당, 센텀시티역, 삼호가든, 유창맨션, 재송초등학교, 반여3동, 무정리길 | 20~25                                | 전차량 초저상버스 운행                                                         |
| 115-1     | 대진여객 일신여객 | 반송(대진여객)                  | ↔        | 해운대구청                    | 동부산대학, 반여농산물시장, 반여3동, 재송동, 센텀시티, 도시철도 해운대역, 해운대신시가지, 장산역 | 6~7                                  | 전기버스, 수소전기버스 운행                                                    |
| 121       | 삼진여객          | 금곡주차장                      | ↔        | 부산대학교(장전역)            | 유림아파트, 금곡중학교, 율리역, 와석, 덕천역, 남산정역, 만덕주공아파트, 미남교차로, 동래역, 롯데백화점동래점, 전자공고, 온천장 | 20~30                                |                                                                                |
| 122       | 성원여객          | 김해시(삼계동)                  | ↔        | 하단역                        | 가야대역, 장신대역, 김해여고, 쇠내마을, 가락동행정복지센터, 둔치도, 득천사거리, 중곡, 한양수자인, 호반써밋스마트시티, 강서경찰서, 경일고등학교, 을숙도 | 19~23                                | 2023년 7월 29일 신설                                                           |
| 123       | 성원여객          | 김해시(구산동)                  | ↔        | 엄궁한신1차아파트             | 김해여고, 김해시청, 안동역, 불암동, 대사리, 대저119안전센터, 강서구청역, 구포역(상행), 모라역, 덕포시장, 학장초등학교, 엄궁럭키아파트, 엄궁동주민센터 | 6~9                                  | 전기버스 운행                                                                  |
| 124       | 금진여객          | 강서공영차고지                  | ↔        | 하단역                        | 삼성전기후문, 신호하수처리장, 신호중학교, 두산위브아파트102동, 명호고등학교, 오션초등학교, 명지환승센터, 더샵퍼스트월드, 협성휴포레, 경일고교, 을숙도, 하단역, 당리역, 동매역 | 15~17                                | 초저상버스, 전기버스 운행                                                      |
| 126       | 삼진여객          | 금곡역                          | ↔        | 충무동                        | 북구보건소, 와석, 수정역, 부민병원, 덕천교차로, 구포역, 삼락동, 르네시떼, 감전동, 엄궁동주민센터, 동아대학교, 하단교차로, 괴정시장, 서대신교차로, 구덕운동장, 국제시장(하행)/부평시장(상행) | 6~8                                  | 초저상버스 운행                                                                |
| 127       | 성원여객          | 김해시(구산동)                  | ↔        | 동래역                        | 연지공원, 내외동파출소, 외동초교, 대동아파트, 한국아파트, 김해시외버스터미널, 김해시청, 안동, 불암동, 대사리, 평강, 대저역(하행), 구명역, 덕천역, 만덕그린코아, 만덕2동행정복지센터, 미남역 | 15~17                                | 전차량 전기버스 운행                                                           |
| 128-1     | 금진여객          | 강서공영차고지                  | ↔        | 신라대학교                    | 녹산하수처리장, 퀸덤1.2단지, 한신휴플러스, 엘크루블루오션, 명지환승센터, 부산지검서부지청, 금강펜테리움1차, 명지국제신도시입구, 명지새동네, 을숙도, 하단역, 동아대학교, 엄궁동주민센터, 엄궁중학교, 학장중학교, 학장교차로, 주례사거리, 백양마을 | 9~10                                 | 초저상버스, 전기버스 운행                                                      |
| 129-1     | 대진여객          | 반송(대진여객)                  | ↔        | 신라대학교                    | 동부산대학교, 석대동, 금사입구, 충렬사, 동래시장, 동래역, 법원검찰청, 거제리, 부전시장, 개금주공아파트, 백양마을 | 5~8                                  | 전기버스, 수소전기버스 운행                                                    |
| 131       | 화신여객          | 금정공영차고지                  | ↔        | 오륙도SK뷰                    | 부산종합터미널(노포역), 남산고등학교, 선경3차아파트, 롯데캐슬, 부산대학교, 온천초등학교, 사직운동장, 거제역, 부산시청, 수영사적공원, 경성대학교 | 16~22                                | 초저상버스 운행                                                                |
| 133       | 한창여객          | 연제공용차고지                  | →        | 연제공용차고지                | 초읍고개. 그린코아아파트, 덕양초교, 백산유치원, 백운공원, 백양중학교, 이노비즈센터, 덕천역, 구포역, 신라대입구, 보훈병원, 개금사거리, 롯데백화점(서면역), 어린이대공 | 11                                   | 초저상버스, 전기버스 운행                                                      |
| 133-1     | 한창여객          | 연제공용차고지                  | →        | 연제공용차고지                | 어린이대공원, 롯데백화점(서면역), 개금삼거리, 보훈병원, 신라대입구, 구포역, 덕천역, 이노비즈센터, 백양중학교, 백운공원, 백산유치원, 덕양초교, 그린코아아파트, 초읍고개 | 11                                   | 초저상버스, 전기버스 운행                                                      |
| 134       | 창성여객          | 용당동                          | ↔        | 남부민동                      | 부경대용당캠퍼스, 유엔공원, 시립박물관, 우암초교, 7부두, 문현교차로, 자성대, 부산진시장, 부산진역, 부산역, 영주동, 남포동, 토성동, 고신대복음병원 | 7~10                                 |                                                                                |
| 138       | 동남여객          | 장림                            | ↔        | 용당동                        | 신평시장, 사하전화국, 사하구청, 에덴공원, 사상전화국, 경남정보대, 부암역, 롯데백화점(서면역), 문현교차로, 남구청, 시립박물관, 유엔공원, 부경대용당캠퍼스 | 10~12                                | 초저상버스, 전기버스 운행                                                      |
| 138-1     | 동남여객          | 장림                            | ↔        | 용당동                        | 신평시장, 신평역, 에덴공원, 서부터미널, 북부산세무서, 경남정보대, 진양교차로, 롯데백화점(서면역), 문전교차로, 7부두, 성지공고, 부경대용당캠퍼스 | 10~15                                | 초저상버스, 전기버스 운행                                                      |
| 139       | 부산여객          | 교리                            | ↔        | 신해운대역                    | 우정공원, 기장경찰서. 일광해수욕장입구, 일광역, 자이푸르지오1단지, 대성베르힐, 교리초교, 기장도서관, 기장역, 아름공원, 대청중학교, 무곡마을, 내리, 부흥고.해운대백병원, 장산역, 좌동재래시장, 해운대교육지원청 | 20~22                                | 전기버스 운행                                                                  |
| 141       | 해동여객          | 송정동                          | ↔        | 당감동                        | 한라아파트, 영남아파트, 대우아파트, 현대아파트, 해운대보건소, 동백중학교, 도시철도 해운대역, 동백역 | 6~10                                 | 전차량 전기버스 운행                                                           |
| 144       | 일신여객          | 반여3동                         | ↔        | 부산대학교(장전역)            | 반산초교, 재송중학교, 해운대경찰서, 삼익아파트, 동래한전, 명륜역, 소정천 | 12~14                                | 전기버스 운행                                                                  |
| 148       | 삼신교통          | 금정공영차고지                  | ↔        | 모라주공아파트                | 부산종합터미널(노포역), 범어사역, 두실역, 태광산업, 롯데마트, 금정세무서, 서동고개, 동래역, 이노비즈센터, 덕천역, 구포역, 모라역 | 7~9                                  | 초저상버스, 전기버스 운행                                                      |
| 155       | 삼화PTS           | 서동                            | ↔        | 용당동                        | 서동고개, 금사입구, 혜화여고, 충렬주유소, 왕자맨션, 반여동부산은행, 장산초교, 반여3동, 반여2동, 동부지청, 해운대경찰서, 신세계센텀시티, 수영교차로, 대남교차로, 부경대대연캠퍼스, 도로교통공단, 동명대학교, 부경대용당캠퍼스 | 6~10                                 | 초저상버스 운행                                                                |
| 160       | 태진여객          | 구포3동                         | ↔        | 전포동                        | 금수사, 태평양아파트, 구포시장, 덕천교차로, 구포역, 모라역, 서부터미널, 북부산세무서, 경남정보대, 개금주공아파트, 진양교차로, 롯데호텔.백화점(서면역), 동성고교(하행), 지오플레이스(상행), 서면한전(상행) | 9~12                                 | 초저상버스 운행                                                                |
| 161       | 영신여객          | 강서공영차고지                  | ↔        | 서부터미널                    | 사암마을, 성산2구, 강서경찰서, 경일고교, 을숙도, 하단역, 가락타운2.3단지, 신평역, 사하경찰서, 장림시장, 구평고개, 감천사거리, 괴정역, 구덕운동장, 학장동축산물도매시장, 사상구청 | 10~12                                | 전기버스 운행                                                                  |
| 167       | 동남여객 창성여객 | 개금아파트                      | ↔        | 동아대학교병원                | 부산백병원, 개금역, 개포초등학교, 진양교차로, 서면역, 범내골, 부산진시장, 부산진역, 부산역, 부산터널, 서대시장, 동아대학교병원 | 10~11                                | 전차량 전기버스 운행                                                           |
| 168       | 창성여객          | 용당동                          | ↔        | 부산시민공원                  | 신선대, 감만현대아파트, 7부두, 문현교차로, 부산진역, 초량역, 부산역, 구덕운동장, 구덕고교, 주례역, 냉정역, 개금역, 개금주공아파트, 진양교차로 | 12~22                                | 초저상버스, 전기버스 운행                                                      |
| 169       | 태진여객          | 당감4동                         | ↔        | 신만덕                        | 백양맨션, 부암교회, 협성피닉스, 당감초교, 개금주공아파트, 경남정보대, 북부산세무서, 서부터미널, 부산에너지과학고교, 자유아파트, 모라우성아파트, 구남역, 구명역, 구포시장, 덕천교차로, 덕천주공아파트, 만덕삼성아파트, 만덕주공아파트 | 5~6                                  | 전차량 전기버스 운행                                                           |
| 169-1     | 태진여객          | 구포3동                         | ↔        | 서면                          | 금수사, 태평양아파트, 포천초교, 구명역, 구남역, 모라우성아파트, 자유아파트, 부산에너지과학고교, 신라대학교입구, 보훈병원, 반도보라아파트, 개금주공아파트, 진양교차로, 롯데호텔.백화점(서면역) | 5~6                                  | 초저상버스 운행                                                                |
| 171       | 영신여객          | 강서공영차고지                  | ↔        | 부산역                        | 녹산하수처리장, 신호중학교, 신호농협, 르노자동차남문, 퀸덤1.2단지, 명지새동네, 을숙도, 하단역, 당리역, 신평배고개, 사하경찰서, 대동중고등학교, 구평E편한세상입구, 송도입구, 남부민곡각지, 충무동교차로, 남포역, 중앙역 | 10~12                                | 2023년 7월 29일 신설                                                           |
| 172       | 영신여객          | 강서공영차고지                  | ↔        | 부산항국제여객터미널          | 르노코리아, 명지환승센터, 을숙도, 하단역, 신평역, 장림초교, 감천4거리, 감천초교, 고신의료원, 남부민2동주민센터, 충무동교차로, 부산데파트, 부산역후문 | 11~12                                | 2025년 7월 5일 신                                                              |
| 179       | 삼화PTS           | 회동동                          | ↔        | 국제백양아파트                | 금사시장, 서동고개, 온천장역, 동래경찰서, 교대앞역, 부산시청, 부산시민공원, 당감시장 | 4~8                                  | 초저상버스, 수소전기버스 운행                                                  |
| 180       | 부산여객          | 청강리공영차고지                | ↔        | 월내 한빛3차아파트            | 기장군청, 일광해수욕장입구, 동백, 칠암, 임랑, 월내시장 | 45                                   | 오전3회 하행만 해운대 경유                                                     |
| 181       | 해동여객          | 청강리공영차고지                | ↔        | 센텀파크                      | 기장군청, 기장중학교, 기장경찰서, 기장전화국, 대변고개, 대변, 기차여행, 용궁사.국립수산과학원, 송정해수욕장, 동신아파트, 대동상가, 도시철도 해운대역, 올림픽교차로, 센텀시티역, 센텀초등학교 | 18~20                                | 초저상버스 운행                                                                |
| 182       | 부산여객          | 청강리공영차고지                | ↔        | 정관 이지더원아파트           | 일광역, 화전리·일광초등학교, 좌천삼거리, 예림마을, 강변마을, 구연마을, 정관읍행정복지센터·기장소방서, 한진해모로, 계룡리슈빌, 평전마을, 현진에버빌 | 32                                   | 구 1006번 급행버스 초저상버스, 전기버스 운행                                   |
| 183       | 세익여객          | 청강리공영차고지                | ↔        | 부산대학교                    | 청강사거리, 기장중학교, 기장교리, 만화리, 안평.고촌, 반송, 반송초등학교, 반여농산물시장, 금사전화국, 서동고개, 온천장역 | 10~12                                | 초저상버스 운행                                                                |
| 184       | 세진여객          | 세진여객 정관영업소             | ↔        | 반여농수산물시장남문          | 정관신도시롯데캐슬·신정중학교 (부산), 달산초등학교, LH4단지, 곰내터널, 연꽃공원입구, 철마면행정복지센터, 개좌터널, 회동동, 석대산단, 반여농산물시장역 | 35~55                                | 전기버스 운행                                                                  |
| 185       | 부일여객          | 청강리공영차고지                | ↔        | 벡스코역                      | 내리, 오시리아역, 동부산관광단지, 송정해수욕장, 광어골, 신도시시장, 좌동재래시장, 장산역, 미포.문탠로드입구, 해운대해수욕장, 대우마리나아파트, 해강중고교 | 28~30                                | 전기버스 운행                                                                  |
| 186       | 신한여객          | 태종대                          | ↔        | 서부터미널                    | 해동병원, 영도대교, 메리놀병원, 금수사, 수정2동, 성북고개, 개금삼거리, 경남정보대, 북부산세무서, 사상역 | 11~18                                | 전기버스 운행                                                                  |
| 187       | 대진여객          | 반송                            | ↔        | 대룡마을                      | 고촌역, 만화리입구, 일광신도시, 화전리·일광초등학교, 좌천삼거리, 원자력의학원, 장안초등학교, 장안산단, 명례산단 | 30~60                                | 전차량 수소전기버스 운행                                                       |
| 188       | 세진여객          | 세진여객 정관영업소             | ↔        | 안평역                        | 모전초등학교, 정관읍행정복지센터·기장소방서, 서희스타힐스, 기장구조대, 부산프리미엄아울렛, 원자력의학원, 장안제일고등학교, 좌천역, 칠암, 동백, 일광역, 일광해수욕장입구, 기장군청, 청강사거리, 기장전화국(하행)/아름공원(상행), 기장중학교, 기장교리, 만화리, 안평차량기지, 안평.고촌·안평역 (부산) | 25~30                                | 전차량 전기버스 운행                                                           |
| 189       | 대진여객          | 반송(대진여객)                  | ↔        | 연산초등학교 연산교차로       | 반송주공, 동부산대학, 석대동, 반여농산물시장, 서동고개, 온천장역, 동래역, 사직운동장, 교대역 | 7~10                                 | 전기버스, 수소전기버스 운행                                                    |
| 189-1     | 대진여객          | 반송(대진여객)                  | ↔        | 연산교차로                    | 반송주공, 동부산대학, 석대동, 반여농산물시장, 반여3동, 재송중학교, 왕자맨션, 토곡한양아파트, 연동시장 | 7~9                                  | 초저상버스, 전기버스, 수소전기버스 운행                                        |
| 190       | 신한여객 유한여객 | 한국해양대학교                  | ↔        | 남부민동                      | 동삼국민은행, 동삼삼거리, 영도구청, 한진중공업, 영도대교, 연안여객부두, 부산역, 부산고교,성문도병원,[{금수사}], 영주삼거리, 중앙공원 민주공원, 혜광고교, 동대고개, 서대신역, 동아대부민캠퍼스, 부산대학교병원, 아미동, 초장동 | 11~17                                |                                                                                |
| 200       | 세익여객          | 청강리공영차고지                | ↔        | 구포시장 (덕천역)             | 송정해수욕장입구, 해운대신시가지, 도시철도 해운대역, 동백역, 삼호가든, 미남교차로, 벽산아파트 | 11~12                                |                                                                                |
| 210       | 국제여객          | 연제공용차고지                  | ↔        | 민락수변공원                  | 사직중학교, 미남역, 롯데백화점동래점, 동래시장, 강변뜨란채아파트, 태광아파트, 망미주공아파트, 수영교차로, 수영현대아파트, 센텀비치푸르지오아파트, 진로비치아파트 | 12                                   | 전기버스 운행                                                                  |
| 300       | 삼신교통          | 금정공영차고지                  | ↔        | 구포시장 (덕천역)             | 부산종합터미널(노포역), 남산역, 구서역, 금정구청, 장전역, 산성터널, 화명역 | 10~15                                | 2018년 9월 30일 신설 초저상버스, 전기버스 운행                                 |
| 301       | 삼신교통          | 금정공영차고지                  | ↔        | 브니엘고                      | 부산종합터미널(노포역), 남산동새벽시장, 구서시장, 부산대학교, 금정구청, 동래초등학교 | 30~35                                | 전기버스 운행                                                                  |
| 302       | 삼신교통          | 웅상공영차고지(서창)            | ↔        | 동해선 좌천역                 | 북부마을, 서창, 웅상병원, 웅상중앙병원, 명동마을, 덕계, 월평교차로, 부산추모공원, 한진해모로, 정관읍행정복지센터 | 45~50                                | 전차량 전기버스 운행                                                           |
| 307       | 일광여객          | 송정                            | ↔        | 김해국제공항                  | 해운대해수욕장, 센텀초등학교, 수영강푸르지오아파트, 안락동, 동래시장, 제2만덕터널, 남산정역, 덕천역, 구포역, 강서구청, 신덕마을, 등구마을, 덕두역 | 15~20                                | 전차량 전기버스 운행                                                           |
| 338       | 동원여객 동진여객 | 다대포                          | ↔        | 모라주공아파트                | 다대포해수욕장역, 몰운대롯데캐슬아파트, 다대포해수욕장, 다대주공1·2지구, 장림시장, 신평역, 하단교차로, 동아대입구, 엄궁삼거리, 금성주물공장, 감전시장, 서부터미널, 덕포초등학교, 모라주공1단지 | 8~12                                 | 수소전기버스 운행                                                              |
| 506       | 삼성여객          | 반여4동(대우아파트)             | ↔        | 부산시민공원                  | 우신아파트, 신동아파트, 한솔타운, 일동아파트, 동래한전, 동래시장, 메가마트, 동래역 | 15~24                                | 전차량 수소전기버스 운행                                                       |
| 508       | 남부여객          | 청학동                          | ↔        | 중앙.민주공원                 | 동삼중학교, 영도여고, 함지골수련원, 백련사, 영선아파트, 영도대교, 연안여객부두 | 10~14                                | 초저상버스, 전기버스 운행                                                      |
| 520       | 태영버스          | 강서공영차고지                  | ↔        | 지법서부지원.지검서부지청     | (주)태광, 삼성전기, DSR, 송정다리, 영도산업, 용원, 경제자유구역청, 성북마을, 가덕천성동, 대항마을, 부산지방중소벤처기업청, 신호하수처리장, 명지환승센터 | 60~64                                | 전차량 전기버스 운행                                                           |
| 583       | 용화여객 창성여객 | 용당동                          | ↔        | 범일역                        | 부경대용당캠퍼스, 동명대학교, 남천동, 황령산아파트단지, 황령산터널, 문전시장, 지오플레이스(하행)/범내골(상행), 서면역(롯데호텔.백화점) | 17~22                                |                                                                                |

## 좌석버스
| 노선 번호 | 운행업체 | 운행구간         | 운행구간 | 운행구간 | 경유지                                                                 | 배차 간격 (분) | 비고     |
| --------- | -------- | ---------------- | -------- | -------- | ---------------------------------------------------------------------- | -------------- | -------- |
| 203       | 산성교통 | 금성동(죽전마을) | ↔        | 온천장역 | 남문, 동문, 광명사, 식물원, 금정산SK뷰, 온천시장, SK허브스카이(상행만) | 16~20          | 한정면허 |

## 급행버스
| 노선 번호 | 운행업체                            | 운행구간              | 운행구간 | 운행구간             | 경유지 | 배차 간격 (분) | 비고                                                                             |
| --------- | ----------------------------------- | --------------------- | -------- | -------------------- | --- | -------------- | -------------------------------------------------------------------------------- |
| 1001      | 부일여객                            | 청강리공영차고지      | ↔        | 동아대학교           | 오시리아, 송정해수욕장입구, 장산역, 이마트, 도시철도 해운대역, 센텀시티역, 광안역, 경성대학교, 못골시장, 문현교차로, 부산진역, 부산역, 괴정초등학교, 괴정시장, 괴정자유아파트, 당리중학교, 하단교차로, 에덴공원 | 8~12           | 구 240번                                                                         |
| 1002      | 삼신교통                            | 웅상공영차고지 (서창) | ↔        | 해운대구문화복합센터 | 북부마을, 서창, 신원아침도시, 천성리버타운, 덕계동, 덕계상설시장, 월평교차로, 창기, 부산종합터미널(노포역), 범어사역, 두실역, 금정구청·부산가톨릭대, 금정세무서, 온천장역, 동래시장, 해운대경찰서, 센텀시티역(벡스코), 센텀초등학교 | 15             | 구 247번 일부 영산대, 소주대동아파트 경유                                        |
| 1003      | 부산여객                            | 청강리공영차고지      | ↔        | 부산대학병원         | 교리초등학교, 기장도서관, 한신아파트, 기장지구대, 기장시장, 아름공원, 청강사거리, 무곡, 오신, 내리, 브라보주유소, 송정해수욕장입구, 신도시시장, 동백중학교, 영남아파트, 노보텔엠베서더호텔, 해운대해수욕장, 해강중.고교, 수영교차로, 광안역, 경성대학교, 못골시장, 문현교차로, 부산진시장(하행)/자성대(상행), 부산역, 중앙동, 남포동비프광장, 충무동(서구청) | 12~15          | 구 239번 및 302번                                                                |
| 1004      | 태영버스                            | 김해시(구산동)        | ↔        | 부산항국제여객터미널 | 구산백조아파트, 김해시청, 불암동, 평강 → 대저역 → 체육공원역 → 백양고입구(하행)/ → 구명역 → 덕천교차로 → 구포역 → 평강(상행), 백양터널, 국제백양아파트, 가야시장, 롯데호텔·백화점, 서면, 부산진시장, 중앙시장, 부산진역, 부산역 | 32~38          | 구 128번 및 309번                                                                |
| 2000      | 동남여객 동원여객 동진여객 태영버스 | 하단역                | ↔        | 고현터미널 (거제시)  | 을숙도, 명지신도시, 삼성자동차정문, 부산지방중소벤처기업청, 경제자유구역청, 성북, 천성, 거가대교, 관포, 대금교차로, 대계, 옥포시내, 거제소방서, 연초면사무소, 연사 | 25             | 거제 삼화여객, 세일교통과 공동배차 환승할인 미적용 거가대교 경유 입석금지 노선   |
| 3001      | 동원여객                            | 다대포                | ↔        | 벡스코역             | 다대포해수욕장, 장림현대아파트, 장림시장, 신평, 신평배고개, 괴정자유아파트, 괴정시장, 괴정초등학교, 서대시장, 남포역, 해동병원, 한진중공업, 동명대후문, 부산박물관, LG메트로시티(하행)/남부운전면허시험장(상행) | 10             | 2025년 7월 5일 신설 구 1000번 및 1006번                                          |
| 3002      | 금진여객 태영버스                   | 강서공영차고지        | ↔        | 서면                 | 신호부영3차.5차아파트, 윌아파트, 명호초등학교, 남명초등학교, 명지환승센터, 호반베르디움2차.금강펜테리움2차, 스위트팰리스, 동자, 맥도자연생태공원, 학장입구, 주례역, 냉정역, 개금역, 동의대역, 가야역, 부암역 | 18~24          | 2025년 7월 5일 신설                                                              |
| 3003      | 신한여객                            | 태종대                | ↔        | 김해국제공항         | 부산남고, 영선2동주민센터, 영도우체국, 남포역, 자갈치역, 구덕운동장, 여성문화회관, 사상전화국, 새벽시장, 사상역, 괘법르네시떼역 | 30~37          | 2025년 7월 5일 신설                                                              |
| 3005      | 태영버스                            | 강서공영차고지        | ↔        | 사상역               | 르노삼성자동차, 명호초등학교, 한신휴플러스/극동스타클래스, 명지환승센터, 국회부산도서관입구, 강서경찰서, 생곡마을, 세산교차로, 지사산단입구, 지사휴먼시아, 미음산업단지, 렛츠런파크, 둔치도입구, 남해제2지선, 괘법르네시떼역 | 31~35          | 입석금지노선 구 1005번                                                           |
| 3006      | 부일여객 해동여객                   | 청강리공영차고지      | ↔        | 경제자유구역청       | 송정해수욕장입구, 장산역, 도시철도 해운대역, 올림픽교차로환승센터, 동명대학교후문, 한진중공업, 영선2동주민센터, 송도입구, 감천사거리(상행)/부산천연가스발전소(하행), 장림, 명지신도시, 르노삼성자동차, 부산지방중소벤처기업청 | 30~50          | 광안대교, 부산항대교,남항대교, 을숙도대교, 신호대교 경유 입석금지 노선 구 1011번 |
| 3007      | 태영버스                            | 강서공영차고지        | ↔        | 지사공단             | 부영2차아파트, 신호농협, 르노삼성자동차, 명호초등학교, 극동스타클래스, 신평역, 하단역, 경일고등학교, 강서경찰서, 성산, 생곡마을, 국제산업물류산단, 지사산단입구, 협성엘리시안, 녹산초교, 지사휴먼시아, 지사문화회관, 자동차부품멀티관 | 29~39          | 2025년 7월 5일 신설                                                              |
| 3008      | 삼신교통                            | 좌천(원자력의학원)    | ↔        | 동래역               | 예림마을, 강변마을, 달산마을, 서희스타힐스, 정관읍행정복지센터.기장소방서, 모전초등학교, 정원초등학교, 한진해모로, 철마교, 철마면행정복지센터, 금정구청, 금정경찰서, 장전역, 장전1치안센터, 부산대학정문, 온천장역 | 12~16          | 구 1008번                                                                        |

## 심야버스
| 노선 번호   | 운행업체 | 운행구간              | 운행구간 | 운행구간       | 경유지 | 배차 간격 (분) | 비고                                        |
| ----------- | -------- | --------------------- | -------- | -------------- | --- | -------------- | ------------------------------------------- |
| 2 (심야)    | 동원여객 | 다대포                | ↔        | 부산역         | 다대포해수욕장, 다대초등학교, 장림시장, 신평역, 가락타운, 동아대학교, 하단교차로, 사하구청, 괴정시장, 대티역, 부평시장, 남포역 | 40             |                                             |
| 15 (심야)   | 삼진여객 | 금곡동                | ↔        | 충무동         | 금곡주공아파트, 율리역, 수정역, 덕천교차로, 구포시장, 구포역, 모라역, 덕포시장, 서부터미널, 새벽시장, 학장동축산물도매시장, 구덕터널, 구덕운동장(동아대학교병원), 동아대부민캠퍼스 | 26             | 전기버스 운행                               |
| 30 (심야)   | 신한여객 | 태종대                | ↔        | 수산가공단지   | 하리, 해양대입구, 동삼동, 영도구청, 청학동, 한진중공업, 해동병원, 영도대교, 남포동(하행)/자갈치시장(상행), 충무동교차로, 남부민동, 송도해수욕장 | 28             | 전기버스 운행                               |
| 58-1 (심야) | 영신여객 | 강서공영차고지        | ↔        | 하단역         | 삼성전기후문, 화물터미널, 용원고등학교, 해인로즈빌아파트, 용원사거리, 경제자유구역청, 부울지방중소기업청, 신호주거단지, 명지오션시티, 명지새동네, 을숙도 | 1회            | 23:50(강서공영차고지 기준)                  |
| 59 (심야)   | 삼진여객 | 금곡역                | ↔        | 남포동         | 대천리중학교, 벽산아파트, 북구보건소, 와석, 수정역, 덕천교차로, 구포역, 모라역, 덕포시장, 서부터미널, 새벽시장, 학장입구, 사상전화국, 럭키아파트주례역, 개금3거리, 가야시장, 범천4동CBS방송국, 범천2동주민센터, 경남아파트, 보림극장.범일동, 좌천동, 부산진역,고관입구, 초량역, 부산역 | 13~20          | 초저상버스, 전기버스 운행                   |
| 106 (심야)  | 세진여객 | 세진여객 정관영업소   | ↔        | 서면(네오스포) | 정관박물관, 신동아파밀리에후문, 평전마을, 모전마을, 한국폴리텍동부산대학, 곰내터널, 금사입구(상행)/서동역(하행), 명장조양맨션.명장역, 충렬사역·서원시장, 부산시청 부전역(하행만), 부전시장 | 35             | 심야시 정관박물관 경유 전차량 전기버스 운행 |
| 141 (심야)  | 해동여객 | 해운대                | ↔        | 당감동         | 부흥고등학교, 성심병원, 도시철도 해운대역, 운촌, 동백역, 센텀시티역, 수영교차로, 망미역, 배산역, 양정역, 서면역 | 20             | 전차량 전기버스 운행                        |
| 183 (심야)  | 세익여객 | 청강리공영차고지      | ↔        | 부산대학교     | 기장초교, 기장중학교, 기장지구대, 기장도서관, 철마입구, 반송종점, 동부산대학, 반송시장, KT금사지사, 동래시장, 동래역, 온천장역 | 25             | 초저상버스 운행                             |
| 508 (심야)  | 남부여객 | 청학동                | ↔        | 중앙공원       | 동삼중학교, 영도여고, 함지골수련원, 백련사, 영선아파트, 영도대교, 연안여객부두 | 12             | 초저상버스, 전기버스 운행                   |
| 1001 (심야) | 부일여객 | 청강리공영차고지      | ↔        | 동아대학교     | 송정해수욕장입구, 장산역, 이마트, 도시철도 해운대역, 센텀시티역, 광안역, 경성대학교, 못골시장, 문현교차로, 부산진역, 부산역, 괴정초등학교, 괴정시장, 괴정자유아파트, 당리중학교, 하단교차로, 에덴공원 | 20             |                                             |
| 1002 (심야) | 삼신교통 | 웅상공영차고지 (서창) | ↔        | 서면           | 북부마을, 서창, 주남다리, 신원아침도시, 천성리버타운, 웅상도서관, 해인병원, (← 평산사거리 ← 새진흥7차 ← 태원아파트 ← 봉우아파트 ← 50번종점 ← 봉우아파트 ← 태원아파트 ← 평산사거리 ← ), 덕계동, 덕계종합상설시장, 월평삼거리, 부산종합터미널(노포역), 범어사입구, 남산새벽시장, 구서시장, 장전동(하행)/장전역(상행), 부산대학교, 온천시장, 금강원입구, 미남역, 사직운동장, 거성교차로, 부전역 | 20             | 상행만 봉우아파트 경유                      |
| 1003 (심야) | 부산여객 | 청강리공영차고지      | ↔        | 서구청(충무동) | 교리초등학교, 기장도서관, 기장시장, KT기장지사, 당사입구, 송덕주유소, 부흥고교, 한남아파트, 영남아파트, 해운대해수욕장, 수영교차로, 경성대학교, 문현교차로, 부산역, 남포동 | 15             |                                             |
| 1004 (심야) | 태영버스 | 김해시(구산동)        | ↔        | 서구청(충무동) | 구산백조아파트, 김해여고, 김해시청, 안동공단, 선암다리, 구남역, 신모라사거리, 서부터미널, 사상우체국, 북부산세무서, 럭키아파트, 냉정고개, 개금삼거리, 서면역, 부산진시장, 부산진역, 부산역, 남포동, 자갈치역 | 1회            | 23:20(구산동 기준)                          |
| 3008 (심야) | 삼신교통 | 좌천(원자력의학원)    | ↔        | 동래역         | 강변마을, 서희스타힐스, 구연마을, 정관읍행정복지센터·기장소방서, 모전초등학교, 정원초등학교, 철마면사무소, 금정경찰서, 장전역, 장전1치안센터, 부산대정문, 명륜역 | 35             |                                             |